# Ceratophygadeuon pechumani
Ceratophygadeuon pechumani är en stekelart som beskrevs av Henry Keith Townes, Jr. 1983. Ceratophygadeuon pechumani ingår i släktet Ceratophygadeuon och familjen brokparasitsteklar. Inga underarter finns listade i Catalogue of Life.